# Bela atlantidea
Bela atlantidea é uma espécie de gastrópode da família Mangeliidae.